# Haty-a
| F4 · D36 | A1 |

| F4 · D36 | A1 |

Haty-a (Ḥaty-a) fue un antiguo rango y título egipcio otorgado a los príncipes, alcaldes o gobernadores locales. No existe una traducción estándar para el título, a veces gobernador, por lo que con frecuencia se deja su transcripción en la literatura académica. Tiene un significado de ‘principal’, aquel que tiene un cierto poder sobre el resto de los ciudadanos y por extensión, este término designa honoríficamente al príncipe o gobernador local.
En los títulos de rangos encadenados, Ḥaty-a aparece con mayor frecuencia entre los títulos de rango iry-pat y jetemty-bity (sellador real) y, por lo tanto, era un signo de una posición extremadamente alta en la jerarquía de funcionarios del Antiguo Egipto. Como alcalde, el título a menudo se encuentra solo en la inscripción enfrente del nombre, pero también se combina a menudo con los títulos de supervisor de sacerdotes o supervisor de la casa del dios, lo que indica que los gobernadores locales también eran los jefes de los asuntos religiosos locales.
Aunque no es frecuente, existen mujeres que tienen el prestigioso título de haty-aa (gobernadora femenina) como es el caso de Anjnesneferibre o Arsinoe II o también hija de un haty-a.